# 인간적인, 너무나 인간적인
《인간적인, 너무나 인간적인(독일어: Menschliches, Allzumenschliches)》(1878년-80년)은 프리드리히 니체의 저작으로 실증주의 시대를 대표한다. 니체의 중기 사상의 대표적인 저술. 전통적·합리적인 형이상학과 종교 및 도덕을 비판철학의 입장에서 논의한다.

## 구성
《인간적인 것, 너무나 인간적인 것》은 1886년 한 권으로 묶여 출판되었는데 원래는 1878년에 《인간적인 것, 너무나 인간적인 것》이 출판되었고, 1879년에 《혼합된 의견들과 잠언들》이, 그리고 1880년에 《방랑자와 그의 그림자》가 출판되었다. 나중에 이 세 권의 책들을 묶어 《인간적인 것, 너무나 인간적인 것 I·II》로 출판했다. 《인간적인 것, 너무나 인간적인 것 I》은 646개의 단편적 글들로 이루어져 있으며, 《인간적인 것, 너무나 인간적인 것 II》는 765개의 단편들로 이루어져 있다.

## 소개
기성의 모든 진리관이나 가치관의 배후에는 속물적인 타산이 도사리고 있다고 하여 과장된 절대성의 가면을 벗기고 해방하려고 한 자유로운 진리탐구서이다. 니체는 여기에서 모든 진리나 가치의 관념은 생이 스스로의 충실·발전을 위해서 선택한, 유리한 현실해석의 관점에 지나지 않으며 생을 위한 도구에 지나지 않는다고 하는 일종의 실용주의적인 인식론을 전개한다. 그러나 이러한 진리관은 진리의 객관성을 부정하고 그 자신의 주장에 대해서도 절대적 진실성을 빼앗긴 것이 되어, 니체는 점점 회의와 니힐의 한가운데로 자신을 방황시키고 수년 동안의 친구인 바그너와 헤어져야 했으며 일상생활에서도 무한한 고독을 느끼지 않을 수 없었다.
니체는 1876년 바이로이트의 바그너를 방문했으나 그곳에서 바이로이트의 음악 축제와 아울러 바그너의 낭만주의 음악에 대한 환멸을 느낀 후 자유정신을 추구하고 찬양하려는 강한 열정으로 이 책을 집필하기 시작했다. 니체가 쇼펜하우어의 염세주의적 허무주의와 바그너의 낭만주의적 허무주의를 극복할 수 있었던 것은 프랑스 계몽철학자 볼테르의 자유정신의 영향이 지대했다.
이 책에서 니체는 지금까지의 전통적이며 합리적인 형이상학과 종교 및 도덕에 관해서 비판철학의 입장에서 논의하고 있다. 다음으로 니체는 친구, 남성, 여성, 가족, 국가 등에 관해서 함축적으로 자신의 논점을 제시하고 있으며 특히 실존적 의미의 개인에 관해서 많은 지면을 할애한다. 니체가 이 책의 후반부에서 취급하고 있는 실천적, 창조적 개인은 자신의 삶을 결단하는 자유정신으로서의 개인이 아닐 수 없다. 이와 같은 자유정신은 후기의 저술 《차라투스트라는 이렇게 말했다》에 등장하는 초인(위버멘슈)의 바탕이다.
니체는 《인간적인 것, 너무나 인간적인 것 II》에서는 과학과 학문을 강조하면서 과학과 학문이 개인의 자유정신과 창조 정신을 가능하게 하는 우월한 것임을 강조한다. 야스퍼스와 같은 철학자는 니체의 중기 사상을 실증과학을 중시하는 입장이라고 말했다. 그러나 우리는 니체가 과학과 학문을, 말기의 창조적 예술 활동으로 넘어가기 위한 계기로 여겼다는 것에 주의를 기울여야 한다. 왜냐하면 니체에게 중요한 것은 합리적이고 형식적인 실증과학이 아니고 어디까지나 꿈틀대는 내면의 힘에의 의지이기 때문이다.
《인간적인 것, 너무나 인간적인 것 II》에서 우리는 니체가 전통 형이상학과 결별하고 나아가서 바그너의 낭만주의 사상과 음악과도 단절하며 창조적인 자유정신을 절실히 추구하고 있음을 알 수 있다.

## 한국어 번역
- 강영계 역, 인간적인 것, 너무나 인간적인 것, 지만지 2012년, ISBN 978-89-6680-225-8